# Кировское сельское поселение (Боровичский район)
Кировское сельское поселение — упразднённое с 12 апреля 2010 года муниципальное образование в Боровичском районе Новгородской области России.
Административным центром был посёлок Кировский. Территория прежнего поселения расположена в 20 км к северу от города Боровичи.
Кировское сельское поселение было образовано в соответствии с законом Новгородской области от 11 ноября 2005 года № 559-ОЗ, в соответствии с областным законом № 715-ОЗ, с апреля 2010 года сельское поселение объединено с также упразднённым Волокским во вновь образованное Волокское сельское поселение с административным центром в деревне Волок.

## Населённые пункты
На территории сельского поселения были расположены деревни: Белавино, Береговая, Большой Каменник, Вересовка, Водоси, Выглядово, Вятерево, Дубовики, Залезёнка, Клин, Левково, Мишино, Райцы, Родишкино, Саково, Семёновское, Серафимовка, Сивцево, Солнечная и посёлок Кировский.